# Альдабранская камышовка
Альдабранская камышовка (лат. Nesillas aldabrana) — исчезнувшая птица семейства камышовковых (Acrocephalidae).

## Распространение
Являлась эндемиком атолла Альдабра (Сейшельские острова).

## Описание
Птица достигала 18—20 см в длину, длина крыла: 6,3 см и длина хвоста: 8,6 см.

## Открытие и исчезновение
Птицу открыли в 1968 году. К тому времени их оставалось всего 25 особей, птенцы найдены не были. Их пытались защитить всеми возможными способами, но все оказались безуспешными. К 1975 году осталось только шесть птиц (все самцы). Последний самец был пойман и окольцован в 1983 году, а в 1986 году вид был объявлен вымершим. Причиной исчезновения, вероятно, послужили завезённые на остров крысы и кошки.